# 나카지마역 (아이치현)
나카지마역(일본어: 中島駅, なかじまえき)은 일본 아이치현 나고야시 나카가와구에 위치한 나고야 임해 고속 철도 니시나고야코 선의 역이다. 역 번호는 AN06이다.

## 역 구조
상대식 승강장 2면 2선의 고가역이다. 상하행선의 승강장에 안전 대책으로서 스크린도어가 설치되어 있다. 배리어 프리 대응으로서 상하행선 함께 엘리베이터를 각 1기씩 배치하였다. 자동 정산기는 공간이 확보되어 있지만 설치되지는 않았다. 또, 쓰레기 통은 2번 선 나고야 방면 승강장에만 설치되어 있다.
종일 역무원의 있는 관리역에서 순회역인 고모토 역 ~ 미나미아라코 역 구간 및 나고야케이바조마에 역 ~ 이나에이 역 구간의 각 역을 관리하고 있다.

### 승강장
| 1 | ■ 아오나미 선 (하행) | 긴조후토 방면       |
| 2 | ■ 아오나미 선 (상행) | 아라코・나고야 방면 |

## 역 주변
나카가와 구를 횡단하는 국도 제1호선의 북쪽, 경자동차 판매점 슈퍼 점보의 서쪽에 있다.
- 아이치 운수 지국
- 나고야 시립 공업 고등학교
- 슈퍼 점보
- 라운드 원 나카가와 1호선점
- 나고야 화물 터미널 역 - JR 화물 나고야 임해 고속 철도선
- 나카가와 수영장
- 국도 제1호선

## 역사
- 2004년 10월 6일: 영업 개시.

## 인접역
| 나고야 임해 고속 철도 ■ 니시나고야코 선 (아오나미 선) | 나고야 임해 고속 철도 ■ 니시나고야코 선 (아오나미 선) | 나고야 임해 고속 철도 ■ 니시나고야코 선 (아오나미 선) |
| ----------------------------------------------------- | ----------------------------------------------------- | ----------------------------------------------------- |
| AN05 미나미아라코 나고야 방면                         |                                                       | 고호쿠 AN07 긴조후토 방면                             |